# Bălășești (Galați)
Bălășești es una comuna ubicada en el distrito de Galați, Rumania.

## Superficie
Posee una superficie de 64,79 kilómetros cuadrados.

## Demografía
Hasta 2021 la población era de 1891 habitantes, con una densidad de población de 29,19 habitantes por kilómetro cuadrado.